# Вознесение Моисея
«Вознесение Моисея» («Завещание Моисея») — иудейский апокриф, дошедший до нас не полностью.
Начинается с увещеваний, которые Моисей перед своей смертью преподал народу израильскому, но здесь он точнее описывает грядущие события и указывает годы, когда то или иное событие должно произойти. Трогательно описывается прощание Моисея с Иошуей (Иисусом Навином), его преёмником. В следующем отделе, который сохранился отрывочно, лишь в цитатах Оригена, описывается вознесение Моисея, причём между ангелом Михаилом и Сатаной происходит спор из-за его тела.

## Описание
Датируется, предположительно, началом I века н. э. (вскоре после смерти царя Ирода Великого). По поводу датировки имеются существенные разногласия.
Полный текст не сохранился. Дошедшие греческие фрагменты невелики, еврейский текст, с которого, очевидно, был сделан греческий перевод, не дошел вовсе. Дошедший текст представляет собой первую часть апокрифа, которая и является собственно апокалиптической: готовящийся к кончине Моисей раскрывает будущее своему преемнику Иисусу Навину. Многие места читаются плохо и могут быть истолкованы в лучшем случае предположительно.
В наиболее полном виде «Вознесение Моисея» сохранилось на латинском языке (в единственной рукописи).
Стал известен широкой публике в 1861 году. Итальянский исследователь библейских текстов А. Чериани обнаружил латинский перевод этого произведения, датируемый VI веком, в библиотеке Милана. Анализ документа показал, что первоначальный текст был составлен на древнееврейском или же на арамейском языке.

## Публикации
- А. М. Ceriani. Monumenta sacra et profana. I, fasc. 1, Milano, 1861.
- Е.-М. Laperrousaz. Le Testament de Moise. // Semitica, № 19, 1970.

## Переводы на русский язык
- Перевод Марии и Вадима Витковских, 2001 г.[2].